# Dr 1
Pour les articles homonymes, voir DR1.
La Dr 1 est un modèle d'automobile du constructeur DR Motor Company. Il s'agit d'une version rebadgée de la Chery Riich M1.